# Frøken Bilrøver
Frøken Bilrøver (originaltitel Madcap Madge) er en amerikansk stumfilm fra 1917 instrueret af Raymond B. West. Filmens hovedrolle spilles af Olive Thomas, der optræder i sin første filmhovedrolle. 
Filmen havde dansk premiere i Kosmorama i København den 4. august 1919.

## Medvirkende
- Olive Thomas som Madge Flower.
- Charles Gunn som Earl Denham.
- Dorcas Matthews som Julia Flower.
- Aggie Herring som Mrs. Flower.
- Jack Livingston som Charles Lunkin.

## Handling
Familien Flower ønsker af familiens ældste datter, Julia, skal blive godt (og rigt) gift. Familiens yngste datter, Madge, er fuld af godt humør, men er blevet hjemsendt fra hendes kostskole på grund af hendes fjollerier. Julia er bange for, at Madge skal ødelægge hendes planer om at finde en rig mand, tvinger Madge til at klæde sig som en pige på 10 år. Julia forsøger at få Jarlen af Larsdale til at gifte sig med hende, men der er mange forviklinger, og det lykkes ikke. Det lykkes imidlertid for Madge at stikke af med jarlen, der viser sig slet ikke at være Jarl, men derimod en rig arving. 